# 20873 Evanfrank
20873 Evanfrank è un asteroide della fascia principale. Scoperto nel 2000, presenta un'orbita caratterizzata da un semiasse maggiore pari a 2,4337187 UA e da un'eccentricità di 0,1480476, inclinata di 7,86704° rispetto all'eclittica.